# Napier City Rovers
Napier City Rovers – nowozelandzki klub piłkarski z siedzibą w Napier, został założony w 1973 z połączenia Napier Rovers AFC i Napier City AFC. Występuje w Central Premier League. Czterokrotny zdobywca mistrzostwa Nowej Zelandii w New Zealand National Soccer League.

## Osiągnięcia
- Mistrzostwa Nowej Zelandii (4): 1989, 1993, 1998 i 2000;
- Zdobywca Chatham Cup (5): 1985, 1993, 2000, 2002 i 2019[2];
- Mistrzostwo Central Premier League (2): 2012 i 2015[1].